# RFU Championship 1990-91
La RFU Championship 1990-91 fue la cuarta edición del torneo de segunda división de rugby de Inglaterra.

## Sistema de disputa
Los equipos se enfrentaran todos contra todos en una sola ronda, totalizando 12 partidos en la fase regular.

## Clasificación
| Pos. | Equipo             | Encuentros | Encuentros | Encuentros | Encuentros | Tantos | Tantos | Tantos | Puntos |
| Pos. | Equipo             | PJ         | PG         | PE         | PP         | F      | C      | Dif    | Puntos |
| ---- | ------------------ | ---------- | ---------- | ---------- | ---------- | ------ | ------ | ------ | ------ |
| 1    | Rugby Lions        | 12         | 10         | 0          | 2          | 252    | 146    | 106    | 20     |
| 2    | London Irish       | 12         | 9          | 1          | 2          | 239    | 192    | 47     | 19     |
| 3    | Wakefield RFC      | 12         | 8          | 0          | 4          | 188    | 109    | 79     | 16     |
| 4    | Coventry RFC       | 12         | 8          | 0          | 4          | 172    | 129    | 43     | 16     |
| 5    | London Scottish    | 12         | 7          | 0          | 5          | 240    | 178    | 62     | 14     |
| 6    | Newcastle Gosforth | 12         | 6          | 0          | 6          | 169    | 140    | 29     | 12     |
| 7    | Sale Sharks        | 12         | 5          | 1          | 6          | 224    | 156    | 68     | 11     |
| 8    | Bedford Blues      | 12         | 4          | 2          | 6          | 138    | 203    | −65    | 10     |
| 9    | Waterloo RFC       | 12         | 4          | 1          | 7          | 154    | 206    | −52    | 9      |
| 10   | Blackheath FC      | 12         | 4          | 0          | 8          | 134    | 169    | −35    | 8      |
| 11   | Plymouth Albion    | 12         | 4          | 0          | 8          | 129    | 210    | −81    | 8      |
| 12   | Richmond RFC       | 12         | 3          | 1          | 8          | 134    | 245    | −111   | 7      |
| 13   | Headingley         | 12         | 3          | 0          | 9          | 125    | 215    | −90    | 6      |

|  | Campeón.                            |
|  | Descendidos a la National League 1. |

| Bandera de Inglaterra |
| Campeón Rugby Lions   |
| Primer título         |